# Wiąd rdzenia
Wiąd rdzenia (łac. tabes dorsalis) – najczęstsza postać kiły trzeciorzędowej lub kiły układu nerwowego. W jego przebiegu dochodzi do zwyrodnienia sznurów tylnych i korzeni tylnych rdzenia kręgowego.

## Objawy
Objawy wiądu rdzenia obejmują:
- paraparezę, później paraplegię
- zniesienie odruchów ścięgnistych (zazwyczaj w nogach)
- silne bóle nóg, rąk i pleców
- parestezje
- zaburzenia czucia głębokiego, bólu i wibracji
- artropatia Charcota
- zanik nerwów wzrokowych
- ataksja
- objaw Argylla Robertsona
- pęcherz neurogenny
- rzadko napady bezdechu i „przełomy trzewne” (nagły, silny ból brzucha z wymiotami i biegunką).

## Leczenie
Leczenie penicyliną, dawniej salwarsanem. Choroba może powstać mimo wcześniejszego rzekomego wyleczenia kiły. Zmiany nie ulegają cofnięciu mimo leczenia.